# Franz Bauer (Musiker)
Franz Bauer (* 1968 in Bad Aibling) ist ein deutscher Jazzmusiker (Mallets, auch Schlagzeug, Komposition).

## Wirken
Bauer, der in der Schulzeit in verschiedenen Bands als Schlagzeuger tätig war, studierte zwischen 1987 und 1992 klassische Musik an der Hochschule für Musik München bis zum Abschluss als Schlagwerker. Dann studierte er bis 1998 im pädagogischen Programmbereich der Hochschule der Künste Berlin mit Hauptfach Vibraphon/Marimba bei David Friedman. Weiteren Unterricht erhielt er bei Dave Samuels, Richie Beirach und Dave Liebman.
Bauer spielte bereits während des Studiums im Duo Marimbao mit Rupert Stamm. 1996 gründete er sein Franz Bauer Quintett; der Gewinn des Berliner Senatswettbewerb 1997 ermöglichte mit Gastdrummer Jim Black die Produktion des Albums Plüschtier, das bei JazzHausMusik veröffentlicht wurde. Daneben spielte er in Dirk Strakhofs Band Batoru, mit der zwei CDs entstehen (mit Nils Petter Molvær bzw. Michael Schiefel), und seit 1997 als Mitglied des Ensembles für Neue Musik United Berlin.
Bauer arbeitete weiterhin mit Georg Katzer und Matthias Bauer. 2005 gehörte er zudem zu Rupert Stamms Vibraphon-Quartett Xylon (mit Tom van der Geld und Taiko Saitō). In einem Soloprogramm experimentierte er auch mit Elektronik (Album Bouché 2006). Derzeit ist er in Nicolai Thärichens HendrixPerience Orchestra tätig (Album bei Laika 2016). Er ist außerdem auf Alben des Panama-Ensembles (Der Maulwurf Grabowski), von Frank Paul Schubert, dem  Percussion Projekt Rostock, Jörg Schippa, Robert Metcalf, Christof Griese, Esther Kaiser, Martina Gebhardt und Mo’ Blow zu hören.
Seit 2003 lehrt er zudem an der Musikschule Paul Hindemith Neukölln.